# كيفن باركر (مغني)
كيفن باركر (بالإنجليزية: Kevin Parker)‏ هو عازف قيثارة ومغني وكاتب أغاني وطبال أسترالي، ولد في 20 يناير 1986 في سيدني في أستراليا.

## وصلات خارجية
- كيفن باركر على موقع ميوزك برينز (الإنجليزية)
- كيفن باركر على موقع أول ميوزيك (الإنجليزية)
- كيفن باركر على موقع ديسكوغز (الإنجليزية)